# Drieň
Drieň je přírodní rezervace v chráněné krajinné oblasti Vihorlat. Nachází se v katastrálním území obce Hlivištia v okrese Sobrance v Košickém kraji. Území bylo vyhlášeno v roce 1993 na rozloze 11,25 ha. Ochranné pásmo nebylo stanoveno. Je zde hojný výskyt dřínu obecného (latinsky Cornus mas).